# داچیا لاجی
داچیا لاجی (انگلیسی: Dacia Lodgy) یک کامپکت ام‌پی‌وی است که توسط داچیا توسعه داده‌شده‌است و در سال ۲۰۱۲ در نمایشگاه خودرو ژنو رونمایی گردید. تولید این خودرو در طنجه مراکش و چنای هند انجام می‌گیرد و بازار عمده فروش آن مربوط به هند است. همچنین نسخه کراس‌اوور این خودرو با نام «لاجی استپ‌وی» تولید می‌شود. لاجی با چهار نوع پیشرانه مختلف عرضه می‌شود که قدرتمندترین آن‌ها ۱۱۵ اسب بخار است.